# Leandro Becerra
Leandro Rodrigo Becerra (Córdoba, 26 gennaio 1984) è un ex calciatore argentino, di ruolo centrocampista.

## Carriera

### Club
Ha giocato nella massima serie dei campionati greco, azero, cipriota ed argentino, oltre ad aver collezionato più di 200 presenze nella seconda divisione argentina.